# کریستوفر لاندرین
کریستوفر لاندرین (انگلیسی: Christophe Landrin؛ زادهٔ ۳۰ ژوئن ۱۹۷۷) بازیکن فوتبال اهل فرانسه است.
از باشگاه‌هایی که در آن بازی کرده‌است می‌توان به باشگاه فوتبال لیل، باشگاه فوتبال پاری سن ژرمن، و باشگاه فوتبال سن-اتین اشاره کرد.
وی همچنین در تیم ملی فوتبال زیر ۲۱ سال فرانسه بازی کرده‌است.